# Karl Forster (Komponist)
Karl Forster (* 1. August 1904 in Großklenau; † 13. August 1963 in Tirschenreuth) war ein deutscher Komponist, Chordirigent und Domkapellmeister an der St.-Hedwigs-Kathedrale in Berlin.

## Leben
Von 1915 bis 1923 besuchte Karl Forster das Humanistische Gymnasium des Benediktinerklosters Metten. Danach trat er in das Priesterseminar Regensburg ein und begann das Studium der Philosophie und Theologie an der Philosophisch-Theologischen Hochschule in Regensburg. 1928 empfing er die Priesterweihe und war in den Jahren 1928/1929 als Kaplan in Kulmain tätig.
Anschließend absolvierte er von 1929 bis 1933 ein Studium der Kirchenmusik, Komposition und Musikwissenschaft an der Staatlichen Akademie für Tonkunst und an der Ludwig-Maximilians-Universität München. Zu seinen Lehrern zählten Domkapellmeister Ludwig Berberich, der Komponist Joseph Haas sowie die Musikwissenschaftler Gustav Friedrich Schmidt und Rudolf von Ficker. 1933 schloss er das Studium mit der Promotion ab.
Von 1933 bis 1934 war er zunächst Präfekt und Dozent an der Kirchenmusikschule Regensburg. 1934 wurde er Domkapellmeister an der St.-Hedwigs-Kathedrale in Berlin. In dieser Funktion leitete er bis zu seinem Tod 1963 auch den Chor der St.-Hedwigs-Kathedrale. Ein wesentliches Verdienst Forsters war der Wiederaufbau des Chores nach dem Zweiten Weltkrieg und der Teilung Berlins im Westen der Stadt. Der Chor erlangte unter seiner Leitung in der Nachkriegszeit höchstes internationales Ansehen, arbeitete mit den renommiertesten Künstlern und Ensembles zusammen und produzierte eine Reihe von Tonträgern, z. B. eine Aufnahme des Messias von Händel. In Anerkennung seiner Verdienste um das Musikleben wurde Karl Forster 1952 zum Honorarprofessor für Musikwissenschaft an der Technischen Universität Berlin und 1954 zum Musikdirektor an der Freien Universität Berlin ernannt. Außerdem wurde ihm 1953 der Berliner Kunstpreis verliehen.

## Werke

### Theoretische Schriften
- Über das Leben und die kirchenmusikalischen Werke des G.A. Bernabei 1649–1732 (München 1933 = Dissertation).

### Kompositionen
- Missa in A (1933)
- Graduale zu Fronleichnam (1934)
- Heiliges Sakrament (1941)
- Graduale für die 3. Weihnachtsmesse (1942)
- Graduale zum Ostersonntag (1943)
- Libera me domine (1944)
- Graduale zum Pfingstsonntag (1944)
- Missa in C (1950)
- Advents-Motette
- Laudate dominum